# Артюховка (Харьковская область)
Артюхо́вка (укр. Артюхівка) — село,
Чемужовский сельский совет,
Змиёвский район,
Харьковская область, Украина.
Код КОАТУУ — 6321786502. Население по переписи 2001 года составляет 711 (314/397 м/ж) человек. По сведениям местных жителей в Артюховке несколько лет проживал губернатор Харьковской области Михаил Добкин. Артюховка входит в перечень туристических маршрутов Харьковской области.

## Географическое положение
Село Артюховка находится на левом берегу реки Мжа возле места впадения в неё рек Большая Виловка и Ольшанка. Русло реки извилистое, сильно заболоченное, на нём много лиманов и озёр.
Выше по течению по правому берегу Мжи в 4-х км расположено сёло Соколово, а по левому в глубине леса находится село Репяховка.
Ниже по течению на противоположном берегу в 2-х км — село Пролетарское.
Далее по правой стороне реки Мжа в сторону Соколово расположено село Водяховка.
Рядом с селом Артюховка проходит железная дорога, ближайшие станции в 2-х км — Соколово и Платформа 23 км.
К селу примыкает большой лесной массив (сосна, березняки, дубовые посадки).

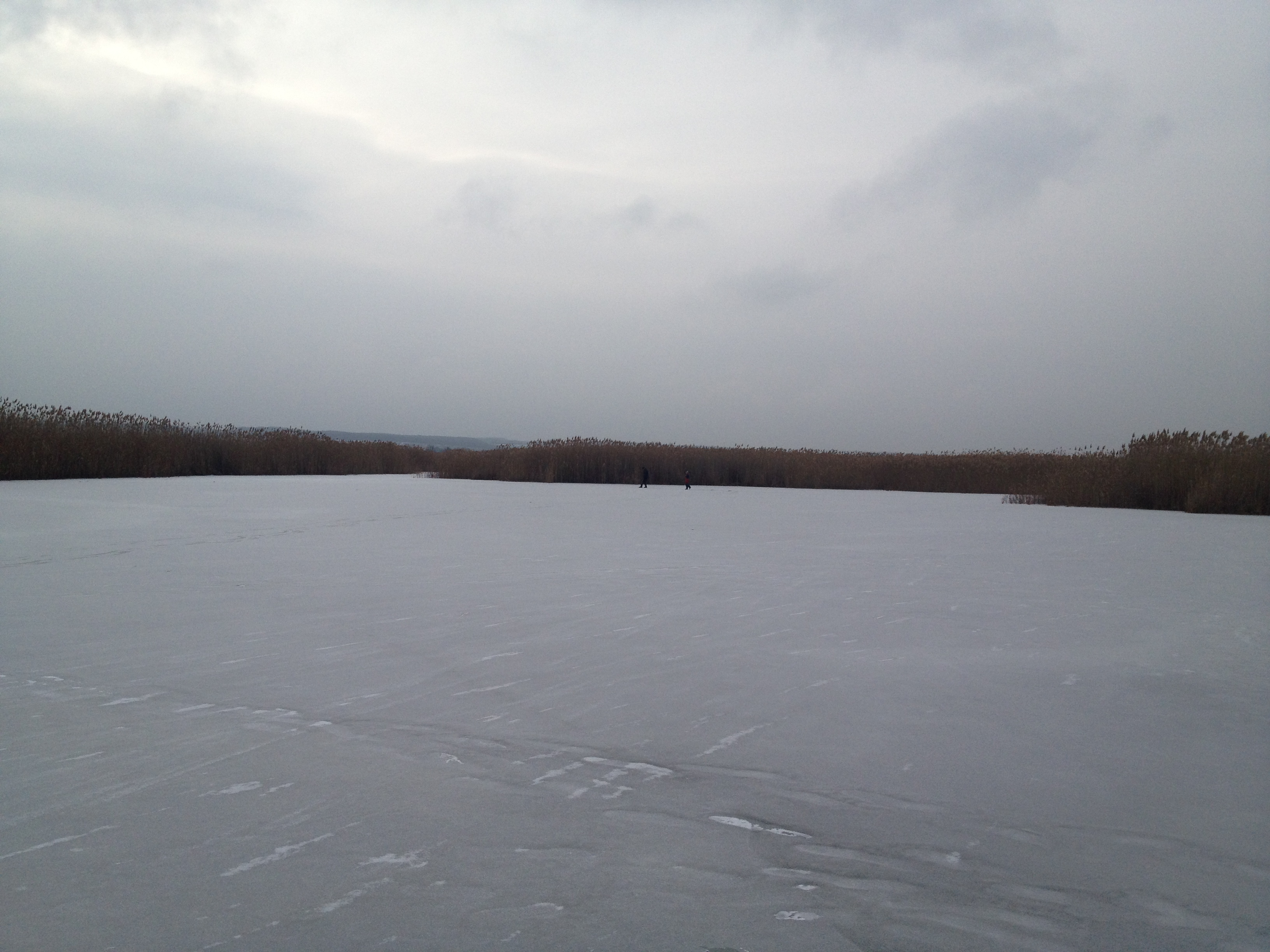
Река Мжа зимой
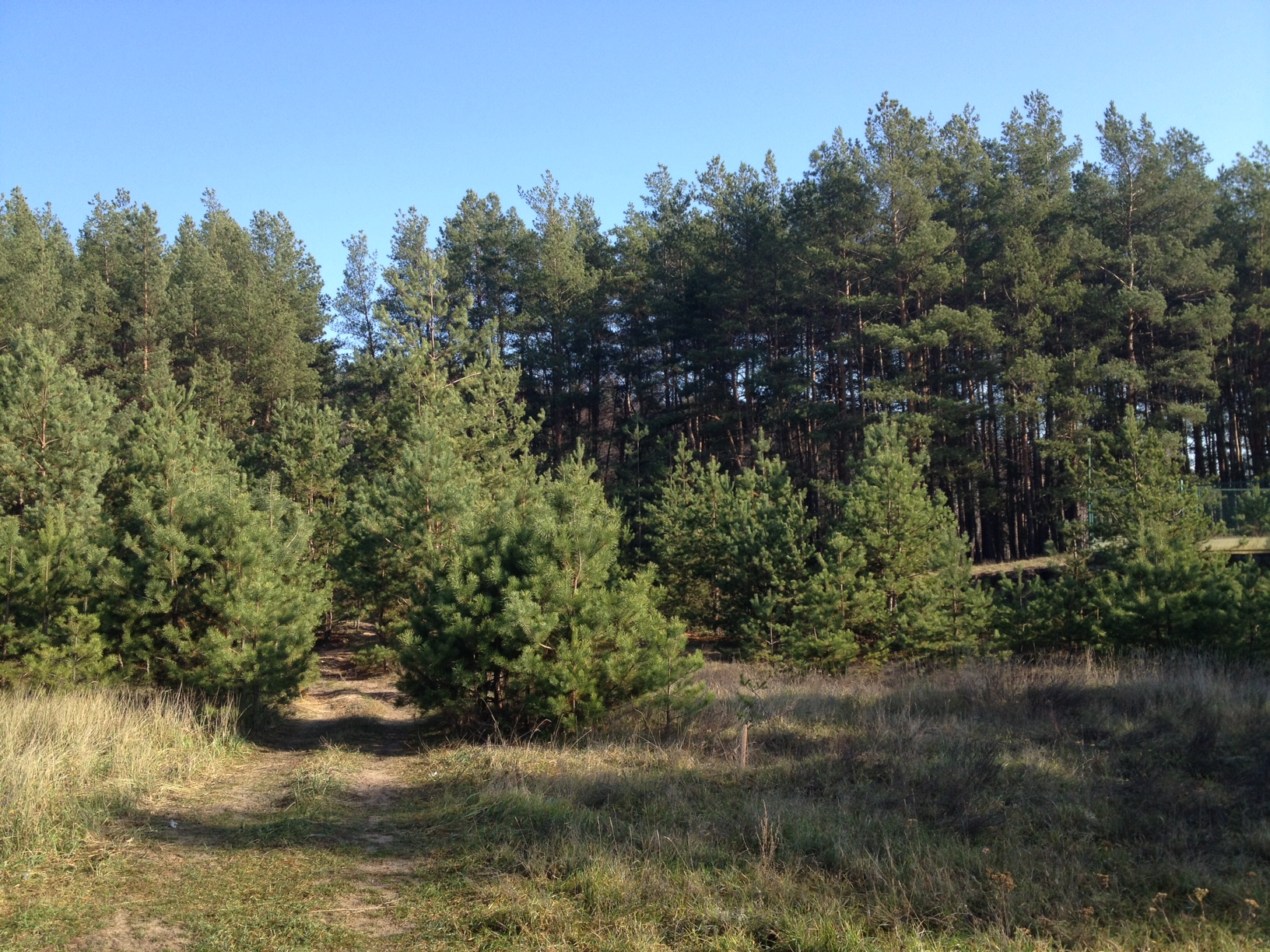
Природа в Артюховке

## История села
- Село впервие упоминаниется в 1681 году[1].
- Как следует из описания архиепископа Филарета в составе православного прихода Высочиновки находились «черкасские слободки Артюховка и Чемужовка»:[6] Здесь были храмы. Артюховский Архангельский священник известен ещё по акту 1681 г.; как Артюховский, так и Чемужовский священники упоминаются в универсале 1712 г. Но того и другого храма не видно в 1732 г.
- В 1940 году, перед ВОВ, в Артюховке были 156 дворов и пять ветряных мельниц.
- По сведениям Михаила Лютенко, село Артюховка «является одной из колыбелей адвентизма на Харьковщине». Церковь адвентистов седьмого дня была организована в этом селе после Первой мировой войны. В 1961 году в Артюховке был открыт молитвенный дом адвентистов, который действовал до мая 1989 года. В этом же году община адвентистов была распущена и переведена в Змиёв.[7]
- В 2012 году предприниматель и меценат Саенко А. И.[8][9] построил здесь около 20 современных коттеджей и село получило новое развитие как туристическое место, где проживает ряд харьковских художников во главе с заслуженным деятелем искусств Украины Александром Шеховцовым[10] Впоследствии эта часть села получила название «Artvillage».

## Экономика
- Молочно-товарная ферма.

## Объекты социальной сферы
- Фельдшерско-акушерский пункт.
- Продуктовый магазин.

## Транспорт
Со Змиевом Артюховку связывает автобусное сообщение, автобус идет с железнодорожного вокзала 5 раз в день.